# マイヤー・プリンスタイン
マイヤー・プリンスタイン (Myer (or Meyer) Prinstein、1878年12月22日 - 1925年3月10日)は、アメリカ合衆国の男子陸上競技選手。
走幅跳の元世界記録保持者で、1900年パリオリンピックと1904年セントルイスオリンピックで3つの金メダルと1つの銀メダルを獲得した選手である。

## 経歴
ドイツ帝国・シュテッティン（現在のポーランド・シュチェチン）で、父ヤコブと母ユリアの間に9人兄弟の3番目の子として生まれる。1883年にアメリカに移民しニューヨークに住んでいたが、すぐにニューヨーク州のシラキュースに移り、そこで育った。
プリンスタインはシラキュース大学に入学し、法律を学び、また陸上部の主将としても活躍した。

### 世界記録
プリンスタインは、1898年6月11日にニューヨークにおいて開かれた競技会で、走幅跳で7.235mの世界新記録を樹立。この記録はすぐにアイルランドのウィリアム・ニューバーン(William Newburn)によって破られる。翌年、ニューバーンの記録をアルビン・クレンツレーン(Alvin Kraenzlein)が破るが、1900年にプリンスタインはフィラデルフィアで7.50mの記録を出し世界記録を奪回する。この記録は4ヵ月後にアイルランドのピーター・オコナー(Peter O'Connor)によって破られた。

### パリオリンピック(1900年)
1900年のパリオリンピックの走幅跳でプリンスタインは銀メダルを獲得する。金メダルを獲得したのはクレンツレーンであった。これには理由があった。決勝は日曜日に行われることとなっていた。シラキュース大学からはキリスト教の安息日である日曜日に決勝を戦うことが許可されていなかった。プリンスタインはユダヤ教徒にもかかわらず出場しなかった。一方クレンツレーンはキリスト教徒でありながら出場し、金メダルを獲得した。プリンスタインは激怒し、クレンツレーンの顔を殴ったという。
翌日、プリンスタインは三段跳に出場し、前回チャンピオンのジェームズ・コノリーを下し、金メダルを獲得している。

### セントルイスオリンピック(1904年)
4年後のセントルイスオリンピックでは同じ日に実施された走幅跳と三段跳の両種目で金メダルを獲得。オリンピックでこの両種目を制した唯一の選手である。彼は60mと400mにも出場し、いずれも5位という結果を残している。

### アテネオリンピック(1906年)
1906年の中間年に実施されたアテネ大会で、彼は走幅跳で当時の世界記録保持者であったオコナーを下し、再び金メダルを獲得した。この大会の審判はアメリカチームの監督一人で行っていた。これに対し、オコナーは抗議したが却下される。オコナーは競技の間中抗議し続けていた。選手の記録は競技が終わるまで発表されなかった。発表されたとき、プリンスタインは勝利していた。

### その後
プリンスタインは1906年以降のオリンピックには出場しなかった。
後にニューヨークで弁護士を開業。さらにその後実業家となった。